# Ometala
Ometala su naseljeno mjesto u općini Prozor-Rama, Federacija Bosne i Hercegovine, BiH.

## Stanovništvo

### 1991.
Nacionalni sastav stanovništva 1991. godine, bio je sljedeći:
ukupno: 484
- Hrvati - 440
- Muslimani - 35
- ostali, neopredijeljeni i nepoznato - 9

### 2013.
Nacionalni sastav stanovništva 2013. godine, bio je sljedeći:
ukupno: 401
- Hrvati - 401